# بيتر كورنيليوس (مصور)
بيتر كورنيليوس (بالألمانية: Peter Cornelius)‏ هو مصور ألماني، ولد في 6 يونيو 1913 في كيل في ألمانيا، وتوفي بنفس المكان في 5 سبتمبر 1970.